# Iglesia ortodoxa en Ecuador
La Iglesia Ortodoxa en Ecuador se refiere a los adherentes, comunidades y organizaciones del cristianismo ortodoxo en Ecuador, ya sean canónicos o no. Aunque la religión dominante en Ecuador es históricamente el catolicismo romano, en las últimas décadas, otras denominaciones cristianas han ganado adeptos allí, especialmente de las denominaciones protestantes pentecostales. 
Actualmente, existen dos comunidades ortodoxas orientales canónicas en Ecuador, la serbia y la rusa. Además de eso, también hay dos comunidades ortodoxas veterocalendaristas, no canónicas, que operan en el país que pertenece a Ucrania y Grecia. 
Aunque no existen cifras exactas del número de ortodoxos en el país, de acuerdo con un reporte del Diario El Universo en 2017, se estima que existe al menos más de 400 fieles en Guayaquil, mayormente descendientes de palestinos, además de personas conversas a la ortodoxia. Sin embargo, su actividad misionera ha sido escasa debido al crecimiento de las denominaciones evangélicas, además de diversos problemas con otras denominaciones como las iglesias veterocatólicas y la iglesias episcopales por parte de la Iglesia Católica en el país, lo cual ha hecho que denominaciones ortodoxas no puedan evangelizar, sino atender a sus propios fieles.

## Iglesia Ortodoxa Serbia
El cristianismo ortodoxo llegó a Ecuador mediante la inmigración de personas de Siria, Palestina y el Líbano. Muchos de esos inmigrantes eran católicos maronitas, fieles a Roma, que luego pasaron al rito latino tras la asimilación y después de intentos fallidos de establecer una iglesia del rito maronita en la ciudad de Guayaquil, ciudad donde la diáspora de gente de estos países ha crecido y tomado puestos de poder dentro de la sociedad guayaquileña. Durante la década de los 60, un grupo de personas de Guayaquil, descendientes de palestinos, comenzaron a organizarse para formar una comunidad ortodoxa llamada la Fundación Cultural Católica Apostólica Ortodoxa Santa María, cuyo objetivo era formar una iglesia ortodoxa en Guayaquil. El 12 de diciembre de 1981 se crea la primera comunidad ortodoxa en el Ecuador bajo el Patriarcado de Antioquía. En el 2012, la comunidad pasa a formar parte del Patriarcado de Serbia. Actualmente, la parroquia Anunciación de Santa María queda ubicada en Urdesa Central, en Guayaquil, bajo el mando del archimandrita Rafail Chepernich. Además, la parroquia tiene un terreno en donde se construye una catedral ortodoxa. El 13 de noviembre del 2022 se consagra el primer templo ortodoxo en Guayaquil en conjunto con el obispo Kirilo Bojović y archimandrita Rafail Chepernich de la Eparquía de Buenos Aires, el arcipreste Daniel del Patriarcado de Rumania y el hieromonje Simeón de Medellín, Colombia. Este mismo dia es ordenado sacerdote, por el obispo Kirilo Bojović,  el diácono Basilio. 

## Iglesia Ortodoxa Rusa
Desde 2007, existe una iglesia ortodoxa cuya jurisdicción es del Patriarcado de Rusia, está bajo el mando del arcipreste Alexei Karpov. Su ubicación está en Quito. 
En 2009, durante su encuentro con el patriarca de la Iglesia Ortodoxa Rusa Kirill, Rafael Correa, expresidente de Ecuador, mostró intenciones de la iglesia en construir un templo en Quito. Sin embargo, desde 2020, dicha construcción no se ha realizado.

## Grupos no canónicas
En Ecuador también existen dos comunidades de carácter veterocalendarista, encontradas tanto en Quito como en Guayaquil. Debido a sus orígenes, no son consideradas canónicas por ninguna iglesia ortodoxa del mundo, situación que ha generado problemas dentro de la feligresía de dicho país.
En Quito se encuentra la Metrópolis Ortodoxa Autónoma de Ecuador y Latinoamérica, eparquía de la Iglesia Ortodoxa Veterocalendarista. Dicha comunidad está a cargo del metropolita Crisóstomo, cuyo nombre secular es Gonzalo Xavier Celi Almeida, un ex-diácono católico que se convirtió a la ortodoxia en Rumania.
En Guayaquil se encuentra una comunidad afiliada a la Iglesia Ortodoxa Ucraniana Autocéfala en América. Dicha comunidad está a cargo del sacerdote Fernando Rivas.